# Berg (Troms)
 For alternative betydninger, se Berg. (Se også artikler, som begynder med Berg)
Berg kommune (samisk: Birggi gielda) er en tidligere kommune der ligger i Troms og Finnmark fylke i Norge, på ydersiden af øen Senja. Efter kommunereformen i Norge 2020 er den en del af Senja kommune, og ligger i det nyoprettede Troms og Finnmark fylke.  Kommunen grænsede i øst til Lenvik, i syd til Tranøy og i sydvest til Torsken.
Udvikling i folketallet de senere år:
| 2000 | 2005 | 2007 |
| ---- | ---- | ---- |
| 1111 | 1014 | 962  |

## Tusenårssted
Kommunens tusenårssted er Geitskartunnelen, som forbinder bygderne Ersfjord og Senjahopen. Tunnelen, som blev åbnet i 2004, har forkortet rejsestrækningen mellem Skaland og Senjahopen/Mefjordvær med 95 km.